# City Disc
City Disc ist ein Schweizer Medienanbieter. Er ist im Bereich der Medienanbieter hinter der Migros-Tochter Ex Libris die Nummer 2 auf dem Schweizer Markt.
City Disc wurde 1985 von der Maus Frères Holding gegründet. 2001 trennte sich Maus Frères von City Disc und veräusserte das Unternehmen an Jelmoli. 2005 hatte die Kette 30 Läden in der Schweiz.
Nach deren Umwandlung von einem Handels- in einen Immobilienkonzern (1998 gingen alle Jelmoli-Filialen ausser das Zürcher Stammhaus an Globus und 2007 ging die Dipl. Ing. Fust an Coop), erwarb die Schweizer Tochtergesellschaft des französischen Telekommunikationskonzerns Orange im November 2008 das Unternehmen und dessen 24 Läden. Im Frühjahr 2012 stellte Orange das Konzept der Orange City Disc Shops ein. Der Online-Shop ist jedoch weiterhin tätig.

## Erscheinungsbild
Die Läden hatten seit ihrer Gründung typische Einrichtungen in gelber Farbe. Seit der Akquirierung durch Orange treten einige Läden unter dem Namen Orange City Disc auf, in diesen Läden wurde das gelbe Erscheinungsbild in Orange geändert und neu werden auch Dienstleistungen des neuen Eigentümers verkauft. Die nicht umgebauten Läden behielten den Namen City Disc und ihre gelbe Farbgebung. 2009 zählte das Unternehmen 20 Filialen, 14 Orange City Disc- und 6 City Disc-Shops. Nebst den Filialen betreibt City Disc auch einen Internetshop.

## Sortiment
Mittlerweile umfasst das Sortiment im Online-Shop nebst CDs auch DVDs, Blu-rays, Computer- und Konsolenspiele und Computeranwendungen, aber auch Gesellschaftsspiele, Elektronikartikel, Papier sowie Fotopapier und Tinte. In den ehemaligen Orange City Disc Shops gibt es keine entsprechenden Artikel mehr zu kaufen, diese firmieren jetzt als reine Orange Shops.

## Trivia
- In einigen Filmabteilungen der Läden sind die Filme nach Schauspieler geordnet.
- City Disc hat vielfach höhere Preise als die Konkurrenten Ex Libris, Interdiscount oder Manor, dafür eine viel grössere Auswahl selbst an kleinen Standorten.
- Trotz der Trennung von Jelmoli wird City Disc weiterhin im Jelmoli-Warenhaus in Zürich gemeinsam mit dem ebenfalls von Jelmoli veräusserten Dipl. Ing. Fust die Multimediaabteilung im Untergeschoss bilden.